# Anna Peñalver Bermudo
Anna Peñalver Bermudo (Castelló de la Plana, 27 de juny del 1980) va ser regidora de l'Ajuntament de Castelló de la Plana en la legislatura 2015-2019, període en què va formar part de l'agrupació electoral Castelló en Moviment. Del 2015 al maig del 2016 també va ser diputada a la Diputació de Castelló.

## Publicacions
- 2013: Del neocatolicisme al neocarlisme: l'opció corporativa d'Antoni Aparisi y Guijarro. Ed. Universitat Jaume I.
- 2013: Fer el salt: Cooperativisme i economia solidaria. Aproximació, orientacions bàsiques i experiències actuals. Ed. Comú i El grillo libertario. Coautora.